# Hans Erich Slany
Hans Erich Slany (26 de octubre de 1926 - 22 de septiembre de 2013) fue un diseñador alemán que es considerado por muchos como el primer diseñador industrial por diseñar carcasas de plástico para herramientas eléctricas.
Slany también es considerado como uno de los iconos del diseño en Alemania. 
Fundó TEAMS Design GmbH, fue profesor de Diseño Industrial (ID) durante más de 20 años y ayudó a fundar la Verband Deutscher Industrie Designer e. V. en 1959 (VDID - versión alemana de la Sociedad de Diseñadores Industriales de América (IDSA). Luego ayudó a la VDID con su entrada en el Consejo Internacional de Sociedades de Diseño Industrial (ICSID).